# Capri (stad)
De op het gelijknamige eiland Capri gelegen gemeente Capri is onderdeel van de Italiaanse metropolitane stad Napels (regio Campanië) en telt 7.278 inwoners (31-12-2004). De oppervlakte bedraagt 3 km², de bevolkingsdichtheid is 2353 inwoners per km².

## Bezienswaardigheden
- Marina Grande, haven
- Piazza Umberto I vooral bekend als Piazzetta met de klokkentoren
- Certosa di San Giacomo, een kartuizerklooster uit de 14e eeuw. Vanaf hier heeft men een fraai uitzicht op onder andere Marina Piccola.
- Villa Jovis

### Kerken
- Chiesa di San Costanzo
- Chiesa di Santo Stefano
- Chiesa di Sant'Anna
- Chiesa di S. Michele
- Chiesa di S. Maria del soccorso
- Chiesa di S. Andrea
- Chiesa di Costantinopoli
- Cimitero acattolico di Capri

## Verkeer en vervoer
Het eiland Capri is bereikbaar met een veerverbinding en draagvleugelboot vanaf Napels vanuit de havens Mergellina en Molo Beverello, Sorrento, Positano en Amalfi. Ook zijn er mogelijkheden vanaf haven van de Golf van Napels en het schiereiland van Sorrento. Vanaf Naples duurt overtocht per veerboot circa 80 minuten en met de draagvleugelboot 40 minuten. Vanaf Sorrento duurt het circa 40 minuten terwijl de draagvleugelboot er circa 20 minuten over doet.
Vanuit de haven Marina Grande is er een kabelspoorweg (Funicolare) naar boven naar de stad Capri.
Dichtstbijzijnde luchthaven is de Luchthaven Napels.

## Stedenband
Capri heeft een stedenband met:
- Paraty (Brazilië), sinds 2012[2]

## Foto's

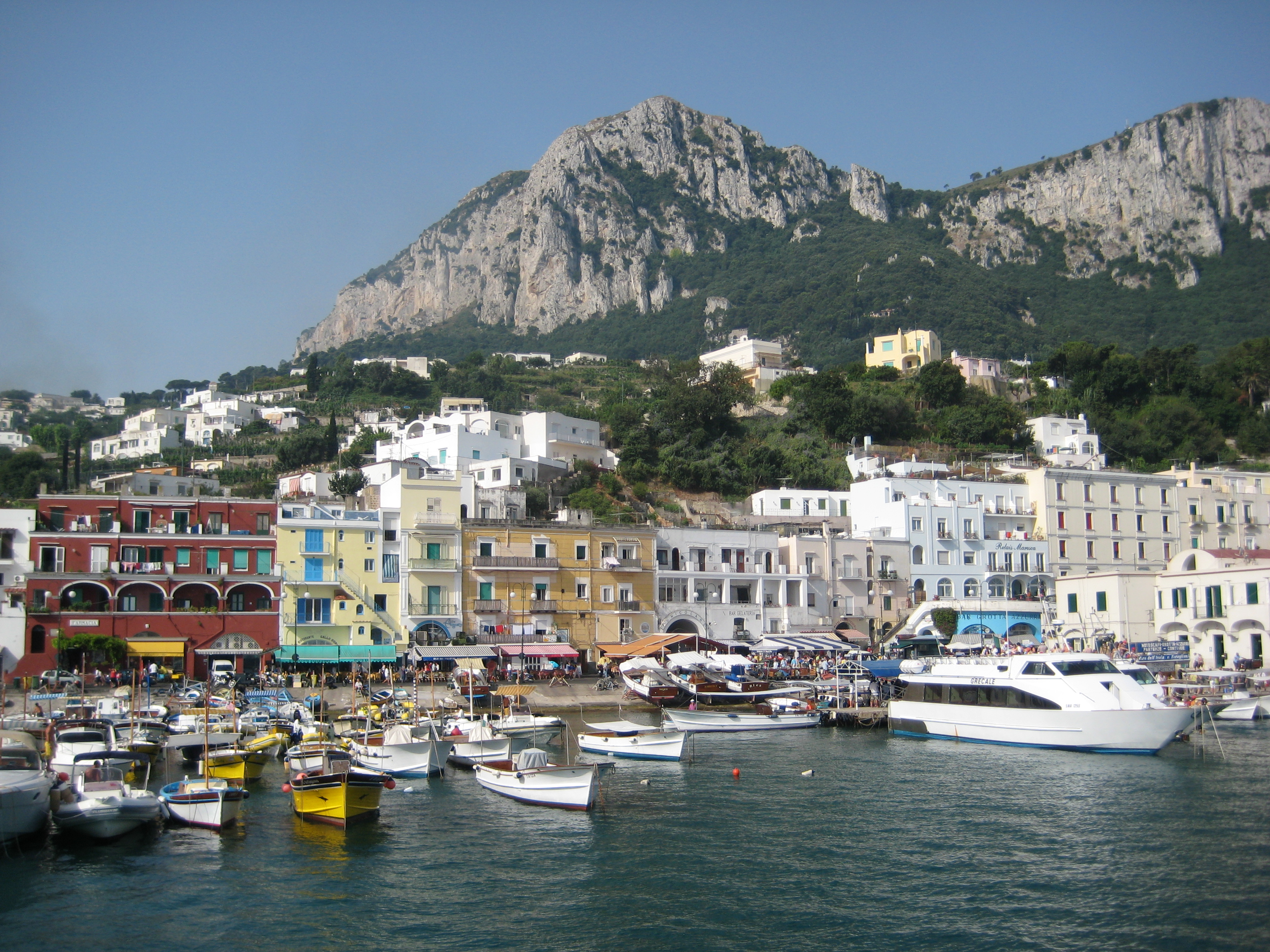
haven
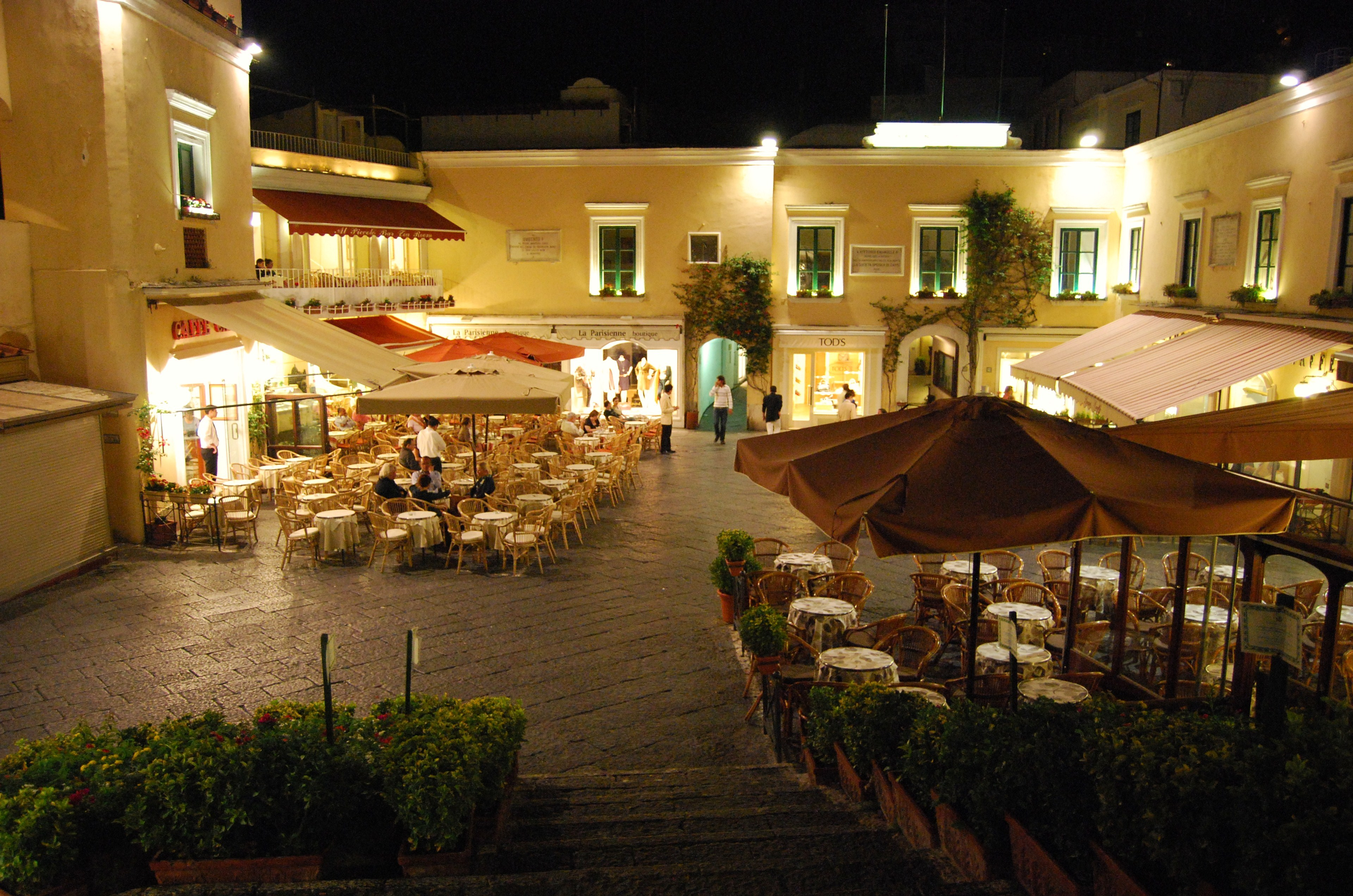
piazzetta
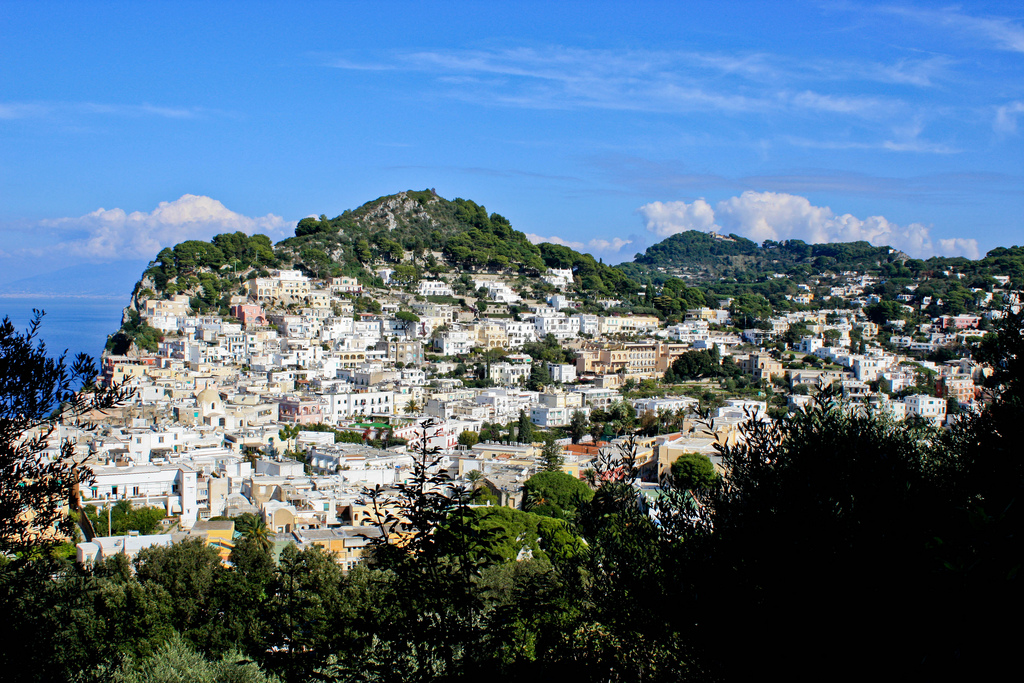
panorama Capri stad

Acerra · Afragola · Agerola · Anacapri · Arzano · Bacoli · Barano d'Ischia · Boscoreale · Boscotrecase · Brusciano · Caivano · Calvizzano · Camposano · Capri · Carbonara di Nola · Cardito · Casalnuovo di Napoli · Casamarciano · Casamicciola Terme · Casandrino · Casavatore · Casola di Napoli · Casoria · Castellammare di Stabia · Castello di Cisterna · Cercola · Cicciano · Cimitile · Comiziano · Crispano · Ercolano · Forio · Frattamaggiore · Frattaminore · Giugliano in Campania · Gragnano · Grumo Nevano · Ischia · Lacco Ameno · Lettere · Liveri · Marano di Napoli · Mariglianella · Marigliano · Massa Lubrense · Massa di Somma · Melito di Napoli · Meta · Monte di Procida · Mugnano di Napoli · Napels (Napoli) · Nola · Ottaviano · Palma Campania · Piano di Sorrento · Pimonte · Poggiomarino · Pollena Trocchia · Pomigliano d'Arco · Pompeï (Pompei) · Portici · Pozzuoli · Procida · Qualiano · Quarto · Roccarainola · San Gennaro Vesuviano · San Giorgio a Cremano · San Giuseppe Vesuviano · San Paolo Bel Sito · San Sebastiano al Vesuvio · San Vitaliano · Sant'Agnello · Sant'Anastasia · Sant'Antimo · Sant'Antonio Abate · Santa Maria la Carità · Saviano · Scisciano · Serrara Fontana · Somma Vesuviana · Sorrento · Striano · Terzigno · Torre Annunziata · Torre del Greco · Trecase · Tufino · Vico Equense · Villaricca · Visciano · Volla